# 20th Century Studios Home Entertainment
20th Century Studios Home Entertainment trước đây là CBS/Fox Video và FoxVideo là một công ty phân phối bộ phim thành lập vào năm 1982. Hăng là công ty con của 20th Century Fox.
20th Century Fox Home Entertainment được thành lập để thay thế cho cho FoxVideo, CBS/Fox,, và Magnet Interactive

## Nhãn
- 20th Century Fox Studio Classics
- 20th Century Fox Cinema Classics Collection
- 20th Century Fox Film Noir
- 20th Century Fox Marquee Musicals